# شيماموتو
شيماموتو (باليابانية: 島本町) هي بلدية في اليابان، وبلدة في اليابان، تقع في أوساكا، بلغ عدد سكانها 29,962 نسمة وذلك حسب إحصائيات سنة 2017، تبلغ مساحتها 16.81 كيلومتر مربع.

## الموقع
تشترك في الحدود مع:
- كيوتو
- هيراكاتا، أوساكا
- ناغاوكاكيو، كيوتو
- اويامازاكي  [لغات أخرى]‏
- تاكاتسوكي، أوساكا
- ياواتا، كيوتو.